# ریکاردو پاگانو
ریکاردو پاگانو (انگلیسی: Riccardo Pagano؛ زادهٔ ۲۸ نوامبر ۲۰۰۴) بازیکن فوتبال اهل ایتالیا است که به صورت قرضی برای باشگاه کاتانزارو بازی می‌کند.
وی همچنین در تیم‌های ملی فوتبال زیر ۱۵ سال ایتالیا، زیر ۱۶ سال ایتالیا، زیر ۱۸ سال ایتالیا، زیر ۱۹ سال ایتالیا و زیر ۲۰ سال ایتالیا بازی کرده است.